# Nectriopsis lasiodermopsis
Nectriopsis lasiodermopsis är en svampart som beskrevs av Samuels 1988. Nectriopsis lasiodermopsis ingår i släktet Nectriopsis och familjen Bionectriaceae.   Inga underarter finns listade i Catalogue of Life.